# Književnost u 1643.
◄◄ | ◄ | 1640. | 1641. | 1642. | 1643.  | 1644. | 1645. | 1646. | ► | ►►
Arhitektura • Astronomija • Glazba • Kazalište • Kiparstvo • Knjige • Književnost • Kršćanstvo • Medicina • Politika • Pravo • Promet • Slikarstvo • Znanost
Književnost u 1643.

## Hrvatska i u Hrvata

### Rođenja
- 4. ožujka – Fran Krsto Frankapan, hrvatski plemić, vojskovođa i pjesnik († 1671.)

## Vanjske poveznice
|  | Zajednički poslužitelj ima još gradiva o temi Književnost u 1643. |